# RadoVan
RadoVan, z.s. je český spolek – nezisková organizace se sídlem v Dačicích, která byla založena s cílem podporovat začlenění osob s postižením do společnosti. Od svého založení v roce 2019 se RadoVan věnuje organizaci dobrodružných výprav a projektů s důrazem na inkluzi, mobilitu a samostatnost lidí na vozíku, ale i s jinými druhy postižení. Organizace také od roku 2023 provozuje coworkingový prostor s asistencí, nazývaný RadoWork, který nabízí plně přístupné pracovní a relaxační prostředí pro lidi s hendikepem. Spolek se dále rozvíjí a vytváří aktivity, které mají za cíl vytvořit lepší prostředí pro život lidí s hendikepem (např. humanitární pomoc hendikepovaným na Ukrajině).